# Абдаллах Саид
Абдаллах Махмуд эль Саид Бекхит (араб. عبد الله السعيد‎; род. 13 июля 1985, Исмаилия) — египетский футболист, атакующий полузащитник клуба «Замалек». Выступал за сборную Египта. Участник чемпионата мира 2018 года.

## Клубная карьера
Саид начал карьеру в клубе «Исмаили» из своего родного города. В 2003 году он дебютировал за команду в чемпионате Египта. В 2011 году Абдаллах перешёл в столичный «Аль-Ахли». В 2012 году он помог команде выиграть Лигу чемпионов КАФ. В том же году Саид принял участие в Клубном чемпионате мира в Японии. На турнире он сыграл в матчах против мексиканского «Монтеррея», бразильского «Коринтианс» и японского «Санфречче Хиросима». В 2013 году Абдаллах стал чемпионом Египта и вновь выиграл Лигу чемпионов КАФ. В том же году Саид во второй раз принял участие в Клубном чемпионате мира в Марокко. На турнире он сыграл в поединках против китайского «Гуанчжоу Эвергранд Таобао» и мексиканского «Монтеррея». В дальнейшем Абделлах ещё трижды выиграл чемпионат.

## Международная карьера
В 2005 году Абдаллах в составе молодёжной сборной Египта принял участие в молодёжном чемпионате мира в Нидерландах. 14 июня 2008 года в отборочном матче чемпионата мира 2010 против сборной Малави Саид дебютировал за сборную Египта. 17 ноября 2015 года в отборочном поединке чемпионата мира 2018 против сборной Чада он забил свой первый гол за национальную команду. В 2017 году в составе сборной Абдаллах стал серебряным призёром Кубка Африки в Габоне. На турнире он сыграл в матчах против команд Марокко, Ганы, Камеруна, Буркина-Фасо, Мали и Уганды. В поединке против угандцев Абдаллах забил гол.
В 2018 году Саид принял участие в чемпионате мира в России. На турнире он сыграл в матчах против команд Уругвая, России и Саудовской Аравии.

### Голы за сборную Египта
| #   | Дата            | Место                                                     | Противник    | Счёт | Результат | Соревнование                     |
| --- | --------------- | --------------------------------------------------------- | ------------ | ---- | --------- | -------------------------------- |
| 01. | 17 ноября 2015  | Гехаз Эль Рейада, Александрия, Египет                     | Чад          | 2:0  | 4:0       | Чемпионат мира 2018 квалификация |
| 02. | 27 февраля 2016 | Гехаз Эль Рейада, Александрия, Египет                     | Буркина-Фасо | 1:0  | 2:0       | Товарищеский матч                |
| 03. | 27 февраля 2016 | Гехаз Эль Рейада, Александрия, Египет                     | Буркина-Фасо | 2:0  | 2:0       | Товарищеский матч                |
| 04. | 9 октября 2016  | Стейд Мунисипаль де Кинтеле, Браззавиль, Республика Конго | Конго        | 1:2  | 1:2       | Чемпионат мира 2018 квалификация |
| 05. | 13 ноября 2016  | Гехаз Эль Рейада, Александрия, Египет                     | Гана         | 2:0  | 2:0       | Чемпионат мира 2018 квалификация |
| 06. | 21 января 2017  | Стад де Порт-Жантиль, Порт-Жантиль, Габон                 | Уганада      | 1:0  | 1:0       | Кубок африканских наций 2017     |

## Достижения
Командные
«Аль-Ахли» (Каир)
- Чемпионат Египта по футболу (4) — 2013/2014, 2015/2016, 2016/2017, 2017/2018
- Обладатель Кубка Египта — 2016/2017
- Победитель Лиги чемпионов КАФ (2) — 2012, 2013
- Обладатель Кубка конфедераций КАФ — 2014
- Обладатель Суперкубка КАФ (2) — 2013, 2014

Международные
Египет
- Кубок африканских наций — 2017